# McLaren MP4/2
O MP4/2, MP4/2B e MP4/2C é o modelo da McLaren das temporadas de 1984, 1985 e 1986 da F-1 respectivamente. Condutores: Alain Prost, Niki Lauda, John Watson e Keke Rosberg. A equipe conquistou com o MP4/2, o Mundial de Pilotos (Lauda) e de Construtores em 1984; com o MP4/2B, o de Pilotos (Prost) e o de Construtores em 1985 e com o MP4/2C, o de Pilotos (Prost) em 1986.

## Cronologia do McLaren MP4/2
1984 - MP4/2  : Alain Prost e Niki Lauda
1985 - MP4/2B: Alain Prost, Niki Lauda e John Watson
1986 - MP4/2C: Alain Prost e Keke Rosberg

## McLaren MP4/2
| . | . | . |

| . | . | . |

## Resultados[1][2][3]
(legenda) (em negrito indica pole position e itálico volta mais rápida)
| Ano  | Chassi | Motor                    | Pneus | N° | Pilotos      | 1   | 2   | 3   | 4   | 5   | 6   | 7   | 8   | 9   | 10  | 11  | 12  | 13  | 14  | 15  | 16  | Pontos | Posição |  |
| ---- | ------ | ------------------------ | ----- | -- | ------------ | --- | --- | --- | --- | --- | --- | --- | --- | --- | --- | --- | --- | --- | --- | --- | --- | ------ | ------- |  |
|      |        |                          |       |    |              |     |     |     |     |     |     |     |     |     |     |     |     |     |     |     |     |        |         |  |
|      |        |                          |       |    |              | BRA | RSA | BEL | SMR | FRA | MON | CAN | USE | USA | GBR | GER | AUT | NED | ITA | EUR | POR |        |         |  |
| 1984 | MP4/2  | TAG Porsche P01 V6 turbo | M     | 7  | Alain Prost  | 1   | 2   | Ret | 1   | 7   | 1   | 3   | 4   | Ret | Ret | 1   | Ret | 1   | Ret | 1   | 1   | 143.5* | 1°      |  |
| 1984 | MP4/2  | TAG Porsche P01 V6 turbo | M     | 8  | Niki Lauda*  | Ret | 1   | Ret | Ret | 1   | Ret | 2   | Ret | Ret | 1   | 2   | 1   | 2   | 1   | 4   | 2*  | 143.5* | 1°      |  |
|      |        |                          |       |    |              |     |     |     |     |     |     |     |     |     |     |     |     |     |     |     |     |        |         |  |
|      |        |                          |       |    |              | BRA | POR | SMR | MON | CAN | USE | FRA | GBR | GER | AUT | NED | ITA | BEL | EUR | RSA | AUS |        |         |  |
| 1985 | MP4/2B | TAG Porsche P01 V6 turbo | G     | 1  | Niki Lauda   | Ret | Ret | 4   | Ret | Ret | Ret | Ret | Ret | 5   | Ret | 1   | Ret | NP  |     | Ret | Ret | 90*    | 1°      |  |
| 1985 | MP4/2B | TAG Porsche P01 V6 turbo | G     | 1  | John Watson  |     |     |     |     |     |     |     |     |     |     |     |     |     | 7   |     |     | 90*    | 1°      |  |
| 1985 | MP4/2B | TAG Porsche P01 V6 turbo | G     | 2  | Alain Prost* | 1   | Ret | DSQ | 1   | 3   | Ret | 3   | 1   | 2   | 1   | 2   | 1   | 3   | 4*  | 3   | Ret | 90*    | 1°      |  |
|      |        |                          |       |    |              |     |     |     |     |     |     |     |     |     |     |     |     |     |     |     |     |        |         |  |
|      |        |                          |       |    |              | BRA | ESP | SMR | MON | BEL | CAN | USE | FRA | GBR | GER | HUN | AUT | ITA | POR | MEX | AUS |        |         |  |
| 1986 | MP4/2C | TAG Porsche P01 V6 turbo | G     | 1  | Alain Prost* | Ret | 3   | 1   | 1   | 6   | 2   | 3   | 2   | 3   | 6†  | Ret | 1   | DSQ | 2   | 2   | 1*  | 96     | 2°      |  |
| 1986 | MP4/2C | TAG Porsche P01 V6 turbo | G     | 2  | Keke Rosberg | Ret | 4   | 5†  | 2   | Ret | 4   | Ret | 4   | Ret | 5†  | Ret | 9†  | 4   | Ret | Ret | Ret | 96     | 2°      |  |

* Campeão da temporada.
† Completou mais de 90% da distância da corrida.
↑1  Prova encerrada com 31 voltas por causa da chuva. Como o número de voltas da corrida não teve 75% da distância percorrida, foi atribuído metade dos pontos